# Cher Lloyd
Cher Elizabeth Lloyd (født 28. juli 1993) er en sangerinde fra Worcestershire i England. Hun blev kendt, da hun deltog i den syvende sæson (2010) af The X Factor i Storbritannien. Hun nåede til live shows og endte med en placering som nr. 4.
Kort tid efter sin optræden i programmet, fik hun en pladekontrakt med Simon Cowells pladeselskab Syco Music, som er en underafdeling af Sony. Hendes debutsingle "Swagger Jagger" blev udgivet i juni 2011, og debutalbummet Sticks + Stones udkom 7. november 2011.
Albummets bedste placeringer var som nr. 2 på Scotland Album Chart, nr. 4 på UK Album Chart og nr. 7 på Ireland Album Chart. 
I 27 maj 2014 udkom hun med sit nye album "Sorry i'm late" Hvor der blandt anden ter sangene "Sirens" og "Bind your love".
I foråret 2012 gennemførte hun sin første turné rundt i Storbritannien.
I januar 2012, anoncerede Lloyd sin forlovelse med kæresten, Graig Monk. Parret blev gift den 18/11/2013, ved en hemmelig ceromoni.

## Personlig baggrund
Lloyd voksede op i Worcesterhire hos sine forældre, Darren og Dina, sammen med sine 3 yngre søskende; Josh, Sophie og Rosie. Hun har rumænske rødder på sin mors side. Hun studerede adskillige steder og fag gennem sin opvækst, men endte dog med at vælge Performing Art og Theater.